# پنیووو
پنیووو (به بلغاری: Penyovo) یک منطقهٔ مسکونی در بلغارستان است که در شهرستان کاردژالی واقع شده‌است.